# Moorumanehalli, Gauribidanur
Moorumanehalli là một làng thuộc tehsil Gauribidanur, huyện Chikkaballapur, bang Karnataka, Ấn Độ.